# Deutsche Gesellschaft für Toxikologie

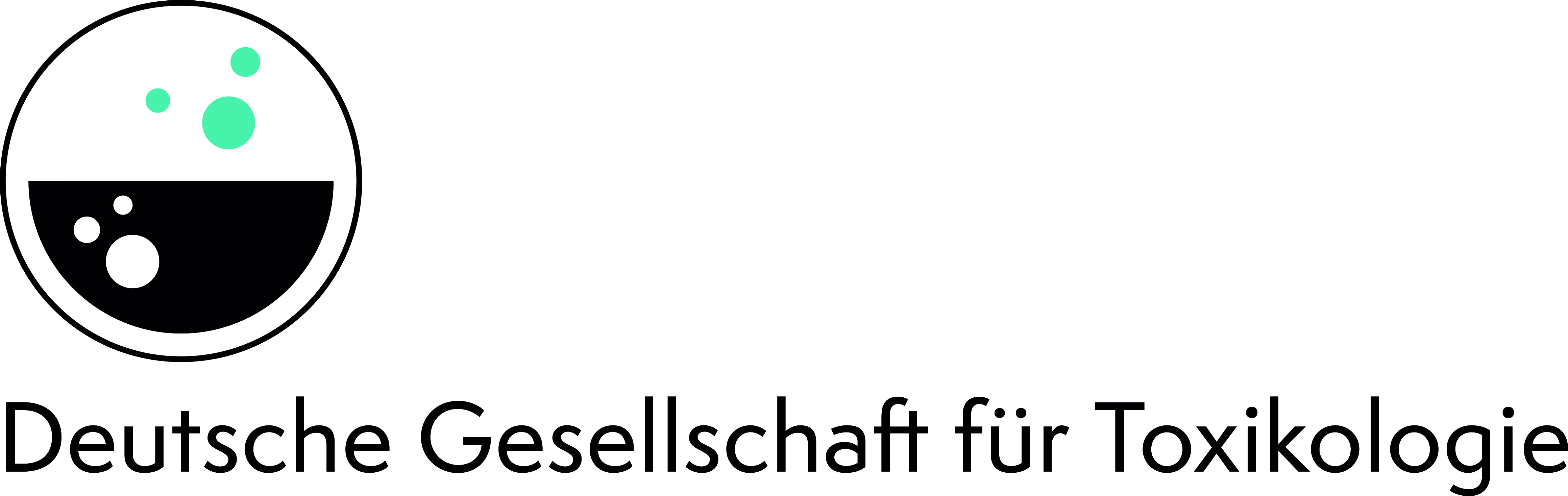
Logo der deutschen Gesellschaft für Toxikologie

Die Gesellschaft für Toxikologie (GT) ist die wissenschaftliche Fach- und Interessenvertretung der Toxikologinnen und Toxikologen in Deutschland; sie fördert Forschung, Lehre und Öffentlichkeitsarbeit im Bereich der Toxikologie. Als selbstständiger, gemeinnütziger Verein (e.V.) mit mehr als 1.500 Mitgliedern bündelt sie fachlichen Austausch, interdisziplinäre Zusammenarbeit und Beratung zu allen Fragen der Giftwirkung auf Mensch, Tier und Umwelt. Sie ist eine von drei Fachgesellschaften unter dem Dach der Deutschen Gesellschaft für experimentelle und klinische Pharmakologie und Toxikologie (DGPT).

## Geschichte
Die GT entstand 1980 als Untergliederung der Deutschen Gesellschaft für experimentelle und klinische Pharmakologie und Toxikologie (DGPT). Ihre Wurzeln reichen jedoch zu toxikologischen Initiativen innerhalb der deutschen Pharmakologie zurück. Die Deutsche Pharmakologische Gesellschaft, wurde bereits am 24. September 1920 auf der 86. Versammlung der Gesellschaft Deutscher Naturforscher und Ärzte (GDNÄ) in Bad Nauheim gegründet. Mit der Neugründung der GT als eigenständige Fachgesellschaft im Jahr 2007 wurde der wachsenden Bedeutung der Toxikologie als eigenständige wissenschaftliche Disziplin Rechnung getragen.

## Ziele
Die wesentlichen Ziele der GT sind:
- Förderung der toxikologischen Forschung in allen Bereichen.
- Aus- und Fortbildung, insbesondere für Nachwuchswissenschaftlerinnen und -wissenschaftler.
- Verbreitung toxikologischen Wissens durch Kongresse, Publikationen und Workshops.
- Beratung von Regierung, Industrie und Öffentlichkeit in Fragen der Chemikaliensicherheit und des Gesundheitsschutzes.
- Zusammenarbeit mit internationalen Fachgesellschaften zur Förderung globaler Standards in der Toxikologie.
- Einhaltung ethischer Standards in Forschung und Praxis, auch mit dem Ziel der Reduktion von Tierversuchen.

## Struktur und Mitgliedschaft
Die GT vereint über 1500 Mitglieder aus Wissenschaft, Industrie, Behörden und Studierenden und zählt damit zu den fünf größten toxikologischen Gesellschaften weltweit. Die Mitgliedschaft steht qualifizierten Personen mit Interesse an der Toxikologie offen.
Ehrenmitglieder sind Hermann Bolt (Dortmund), Gerhard Eisenbrand (Kaiserslautern), Hansruedi Glatt (Potsdam), Helmut Greim (München), Hans-Peter Klöcking (Erfurt) und Franz Oesch (Mainz).
Die Gesellschaft wird von einem Vorstand geleitet, dessen Vorsitzender Robert Landsiedel (Ludwigshafen am Rhein) ist; sein Stellvertreter ist Wim Wätjen (Halle an der Saale). Weitere Vorstandsmitglieder sind Annette Bitsch (Hannover), Helga Stopper (Würzburg), Tewes Tralau (Berlin) und als Schatzmeisterin Nicole Schupp (Düsseldorf). Ehemalige Vorsitzende sind Heidi Foth (Halle an der Saale), Ursula Gundert-Remy (Berlin) und Holger Barth (Ulm).
Der Referent für Öffentlichkeitsarbeit ist Oliver Licht (Hannover), und die Mitgliederverwaltung übernimmt die Geschäftsstelle der DGPT.

## Ausschüsse und Arbeitsgruppen
Die GT unterhält drei Kommissionen: Beratungskommission (Vorsitz: Heidi Foth), Weiterbildungskommission (Vorsitz: Martin Göttlicher, München), Programmkommission für die Jahrestagung (Vorsitz: Wim Wätjen) und neun thematische Arbeitsgruppen: 3R/Alternativmethoden (Philip Marx-Stölting, Berlin), Biogene Toxine (Holger Barth), Computational Toxicology (Lennart Anger, San Francisco, USA), Endokrine Effekte (Stefanie Melching-Kolmuss, Ludwigshafen am Rhein), Genotoxizität und Karzinogenität (Jörg Fahrer und Aswin Mangerich, Kaiserslautern bzw. Potsdam), Inhalationstoxikologie (Götz Westphal, Bochum), Mischungstoxizität (Denise Bloch, Berlin), Regulatorische Toxikologie (Michael Werner; Bielefeld) und ToxWiki (Heike Franke und Adelgund Gräfe, Leipzig).

## Aktivitäten
Die GT richtet jährlich eine wissenschaftliche Jahrestagung aus, die aktuelle Forschungsergebnisse und regulatorische Entwicklungen in Form von Hauptvorträgen, Symposien, Postersitzungen und Workshops präsentiert.
Weitere Angebote:
- Postgraduales Curriculum zur Qualifikation als „Fachtoxikologin/Fachtoxikologe GT“ mit Berechtigung zur Registrierung als European Registered Toxicologist (ERT)[5].
- Fachkurse für berufliche Weiterqualifizierung.
- Stellungnahmen, Positionspapiere und Beiträge in wissenschaftlichen Fachzeitschriften.
- Auskunftsservice für Institutionen, Presse und Privatpersonen.
- Preise – u. a. den GT-Toxicology Award und den Merck – Young Scientist Toxicology Award - sowie Poster- und Vortragspreise, die auf der Jahrestagung von den einzelnen Arbeitsgruppen vergeben werden.

Daneben veröffentlicht die GT das  „Gift des Monats“  – eine populärwissenschaftliche Online-Rubrik zu aktuellen Themen. Dieses erscheint auch in englischer Sprache in der Fachzeitschrift "Toxicology" die mit der GT verbunden ist (poison of the month).

## Internationale Zusammenarbeit
Die GT ist Mitglied der Federation of European Toxicologists & European Societies of Toxicology (EUROTOX) und Mitglied der International Union of Toxicology   (IUTOX). Gemeinsam mit der Deutschen Gesellschaft für Klinische Pharmakologie und Therapie und der Deutschen Gesellschaft für Pharmakologie bildet sie den Dachverband  DGPT.